# Midtown Madness (videojuego)
Midtown Madness es un videojuego de carreras desarrollado para Microsoft Windows por Angel Studios y publicado por Microsoft. Una versión demo fue lanzado por vía de descarga el 1 de febrero de 1999 y el 27 de febrero del mismo año fue lanzado oficialmente el videojuego. Una secuela, Midtown Madness 2, fue lanzada en abril del 2000, y la final adición a la serie, Midtown Madness 3 fue lanzada en junio de 2002 para Xbox. Se sitúa en Chicago, la meta de Midtown Madness es ganar las carreras callejeras y obtener nuevos coches.
Diferente a otros videojuegos de carreras, que establecen una pista de carreras, Midtown Madness ofrece un mundo abierto recreando Chicago. Esto fue desarrollado por Microsoft y describió ofertando «un grado sin precedentes de libertad para conducir alrededor de una ciudad virtual».  Los jugadores pueden explorar la ciudad por varias vías, pueden determinar el clima y las condiciones del tráfico para cada carrera. El juego soporta carreras en el modo multijugador en LAN o Internet. En general, el juego recibió, en su mayoría, críticas positivas por parte de sitios web sobre videojuegos;." generalmente se valoró la jugabilidad, algunos criticaron los gráficos.

## Jugabilidad
Midtown Madness presenta cuatro modos de juegos de un jugador: Blitz (Contrarreloj), Circuit (Circuito), Checkpoint (Punto de control), y el modo Cruise (Conducción libre). En el modo Blitz, el jugador tiene que llegar a un punto de control dentro de un determinado tiempo; en el modo Circuit, el jugador compite contra otros vehículos; en el modo Checkpoint, el juego añade el tráfico, coches patrulla y peatones; y en el modo Cruise, el jugador simplemente recorre Chicago. El jugador puede disponer de un total de diez vehículos, sin embargo solo cinco están disponibles al inicio del juego. Para desbloquear los restantes autos, los jugadores deben completar objetivos que involucran múltiples carreras o puntos. Antes de una carrera, si el jugador la ha ganado antes, puede cambiar la duración de la carrera o el clima, el cual afecta el comportamiento del coche. En el modo Checkpoint el jugador puede modificar la cantidad de tráfico, de coches patrulla y de peatones.
El modelo de la ciudad está basado en Chicago, incluyendo varios lugares, como la 'L', la Willis Tower, el Wrigley Field, y el Soldier Field. Las calles presentan varios objetos que el jugador puede romper, como cestos de basura, buzones de correo, y señales del tránsito. En el modo Checkpoint, el tráfico está regulado por semáforos pero el jugador no está obligado a cumplir con ellos.
Midtown Madness soporta el modo multijugador por LAN o Internet. El modo multijugador fue soportado por MSN Gaming Zone de Microsoft, este servicio fue retirado el 19 de junio de 2006 Ahora está siendo soportado por servicios similares como GameSpy Arcade y XFire, por vía DirectPlay. El modo multijugador incluye el modo Cops and Robbers(Policía y ladrón), inspirado en programa de televisión World's Deadliest Police Chases. Este presenta el famoso estilo «capturer la bandera» donde los jugadores se forman en dos equipos; cada equipo tiene que tomar el caché de oro del equipo contrario y regresar a su propio escondite.